# Maria Teresa Bertuzzi
Maria Teresa Bertuzzi (Copparo, 26 agosto 1961) è una politica italiana, senatrice della Repubblica dal 29 aprile 2008 al 22 marzo 2018 per il Partito Democratico.

## Biografia
Nata a Copparo (Ferrara), dopo aver conseguito la maturità al liceo scientifico Antonio Roiti di Ferrara nel 1980, s'iscrive alla facoltà di economia e commercio dell'Università di Bologna, dove si laurea nel 1986 con una tesi su "Contabilità e Bilancio secondo le Direttive Comunitarie".
Dopo una breve esperienza lavorativa presso un istituto bancario, inizia la propria carriera d'insegnante presso l'Istituto commerciale statale Vincenzo Monti di Ferrara, dove insegna in un primo momento ragioneria e tecnica e successivamente economia aziendale, insegnando anche al Polo Scolastico di Copparo e all'Istituto d'istruzione superiore "Guido Monaco di Pomposa" di Codigoro (Ferrara). Nel 2004 lascia l'insegnamento.

## Attività politica
Alle elezioni comunali in Emilia-Romagna del 1995 si candida al consiglio comunale di Copparo, nelle liste del Partito Democratico della Sinistra (PDS) come indipendente di sinistra a sostegno del sindaco uscente Davide Tumiati, risultando eletta consigliera comunale e diventando nel 1997 assessore con deleghe alla cultura, pubblica istruzione, sport, associazionismo e volontariato, servizi sociali nella giunta comunale di Copparo guidata da Tumiati.
Nel 1998, con la svolta di Massimo D'Alema dal PDS ai Democratici di Sinistra (DS), aderisce a tale formazione, con cui alle comunali emiliane-romagnole del 1999 viene rieletta consigliera comunale e confermata assessore alla cultura e welfare di Copparo.
Alle elezioni comunali in Emilia-Romagna del 2004 si candida a sindaco di Copparo, sostenuta da una coalizione di centro-sinistra formata da DS, Lista civica per Copparo, Rifondazione Comunista e Comunisti Italiani, risultando eletta con il 65,75% dei voti..
A gennaio 2006 diventa presidente della Conferenza dei Sindaci dell'Associazione Intercomunale di Copparo, Berra, Formignana, Jolanda, Tresigallo e Ro.
Nel 2007 aderisce allo scioglimento dei DS, sancito dal congresso di quell'anno, e la sua confluenza nel Partito Democratico (PD), con cui alle elezioni politiche del 2008 viene candidata al Senato della Repubblica, tra le sue liste nella circoscrizione Emilia-Romagna in settima posizione, risultando eletta senatrice. Nella XVI legislatura della Repubblica è stata membro della 9ª Commissione Agricoltura e produzione agroalimentare, dove ha presentato 2 disegni di legge volti a favorire il ricambio generazionale nel settore agricolo, l'imprenditoria giovanile e per l'istituzione della Banca dati delle terre agricole, della 13ª Commissione Territorio, ambiente, beni ambientali, della Commissione parlamentare per le questioni regionali, della Comitato parlamentare per i procedimenti di accusa e della Comitato per le questioni degli italiani all'estero, oltre ad essere autrice di 8 ddl.
Come sindaco e senatrice ha incentrato la sua attività politica su alcuni grandi temi a cui è sempre stata legata: Scuola e giovani, ma anche Enti Locali e Sviluppo del Territorio. Ha depositato altresì tre disegni di legge contenenti "disposizioni per il ristoro dei danni alle produzioni agricole conseguenti a siccità e sbalzi termici, subiti dalle imprese agricole",  "Disposizioni per la regolarizzazione dei fabbricati rurali". Gli altri Disegni di Legge presentati come primo firmatario, recano misure in materia di pensioni obbligatorie per i superstiti, parità di accesso agli organi di gestione, programmazione, indirizzo e controllo degli enti pubblici, e determinazione del trattamento economico complessivo dei membri del Parlamento.
A seguito della sua prima esperienza parlamentare, è rieletta al Senato nel 2013 nelle liste del PD. È stata membro della 9ª Commissione Agricoltura, della 3ª Commissione Affari esteri e comunitari e della delegazione italiana presso l'Assemblea parlamentare del Consiglio d'Europa. Nel corso della XVII legislatura ha presentato come primo firmatario i disegni di legge "Disposizioni per il ristoro dei danni alle produzioni conseguenti a siccità e sbalzi termici subiti dalle imprese agricole", Misure per
la competitività dell'imprenditoria giovanile e il ricambio generazionale in
agricoltura, Introduzione degli articoli 613-bis e 613-ter del codice
penale in materia di tortura, Norme in materia di diritto al trattamento
pensionistico di reversibilità per i figli superstiti, Misure per favorire
il ricambio generazionale in agricoltura e istituzione della Banca delle terre
agricole.